# Teodoro Petkoff
Teodoro Petkoff Malek (El Batey, Bobures, estado Zulia, Venezuela; 3 de enero de 1932 - Caracas, Venezuela; 31 de octubre de 2018) fue un político, economista, guerrillero venezolano. Conocido por ser el dirigente y miembro fundador del partido Movimiento al Socialismo (MAS), al abandonar el Partido Comunista de Venezuela a principios de los años 1960.
A su vez, fue diputado al Congreso Nacional de Venezuela en varias legislaturas; ministro de la Oficina Central de Coordinación y Planificación durante el segundo gobierno de Rafael Caldera y candidato presidencial en dos ocasiones (1983 y 1988). Fue fundador y director del diario Tal Cual.

## Biografía

### Familia
Hijo de inmigrantes judíos Petko Petkov, búlgaro, e Ida Malecz (o Malek), judía polaca, tuvo dos hermanos: los gemelos Luben Petkoff y Mirko Petkoff, el primero se hizo comandante guerrillero.

### Dirigencia estudiantil en la UCV
Fue graduado de economista cum laude en la Universidad Central de Venezuela (UCV), de cuyo Centro de Estudiantes fue presidente en 1960. Ingresó en el Partido Comunista de Venezuela (PCV) en 1949, en él alcanzó posiciones de dirección en el Buró Político. Actuó en la resistencia estudiantil contra la dictadura del general Marcos Pérez Jiménez junto a sus hermanos y su primera esposa Aurora Martínez. En este periodo fue detenido, por breve tiempo, en tres ocasiones.

### FALN
Fue guerrillero de las Fuerzas Armadas de Liberación Nacional como Comisario Político, en el comando de Douglas Bravo. Durante el periodo de la lucha armada urbana contra el gobierno de Rómulo Betancourt utilizó los seudónimos «Roberto» y «Teódulo Perdomo» y luego combate en las montañas de Falcón, Portuguesa y Trujillo, junto con Douglas Bravo y su hermano Luben.  
Fue detenido en tres ocasiones, la primera vez el 19 de marzo de 1963, fugándose el 29 de agosto, descolgándose del séptimo piso del Hospital Militar, adonde había sido trasladado después de fingir enfermedad, ingiriendo, para la treta, medio litro de sangre de vaca. Luego, del 15 de junio de 1964 al 7 de febrero de 1967, fecha en la que, junto a Pompeyo Márquez y Guillermo García Ponce, se fuga del Cuartel San Carlos por medio de un túnel que había sido construido de afuera hacia adentro. La tercera y última fue en marzo de 1969. Cuarenta días después fue liberado bajo la política de pacificación de Rafael Caldera. 

### Diputado
Dejó el PCV junto con varios disidentes para fundar en 1971, el Movimiento al Socialismo (MAS) de tendencia socialdemócrata, siendo uno de los miembros más influyentes del mismo. 
Fue diputado en varias legislaturas por este partido, además, candidato presidencial en las elecciones de 1983 por su partido el MAS y apoyado por el Movimiento de Izquierda Revolucionaria (MIR) obteniendo el 4,17% de los votos, quedando en tercer lugar. Lo volvió a intentar con el apoyo de los mismos partidos en la campaña de 1988: en esta ocasión volvió a quedar en tercer lugar recabando 2,17% de las papeletas. Decidió postularse a la alcaldía de Caracas en los comicios municipales de 1992, pero fue derrotado por Aristóbulo Istúriz.

### Ministro en el gobierno de Caldera (1996-1999)
En las elecciones presidenciales de 1993 no se presentó. En su lugar apoyó al expresidente social cristiano Rafael Caldera que había abandonado su partido Copei y fundado otro denominado Convergencia, y quien también contaba con el apoyo de muchos partidos de izquierda, incluyendo al propio Movimiento al Socialismo. Caldera resultó vencedor e integró, en 1996, a Petkoff a su gabinete.
Petkoff ocupó la dirección de Cordiplan (Oficina Central de Coordinación y Planificación), donde dirigió la Agenda Venezuela, un conjunto de medidas que buscaban eliminar los controles de cambio y de precios, reiniciar el proceso de privatización, y cambiar algunas normas del Sistema de Seguridad Social mientras fortalecía el Sistema de Prestaciones Sociales. En ese entonces acuñó la frase: "Estamos mal pero vamos bien".

### Precampaña presidencial de 2006
Algunos sectores de la oposición política, intelectuales y otros sectores le habían solicitado a Petkoff que lanzara su candidatura presidencial para la elecciones de 2006. Petkoff estuvo evaluando esas propuestas y el 20 de abril de 2006 anunció su precandidatura, siendo esta la tercera vez que Petkoff postuló para la presidencia de la República. Al no sumar los apoyos que esperaba para convertirse en el abanderado único de los opositores a Chávez con miras a las elecciones de diciembre de 2006, anuncia retirar su nombre de la contienda para apoyar a Manuel Rosales. Petkoff integró su comité de campaña, Hugo Chávez consiguió la reelección el 3 de diciembre de 2006, Petkoff siguió en su labores de periodista y editor en su periódico Tal Cual.

## Periodista y escritor

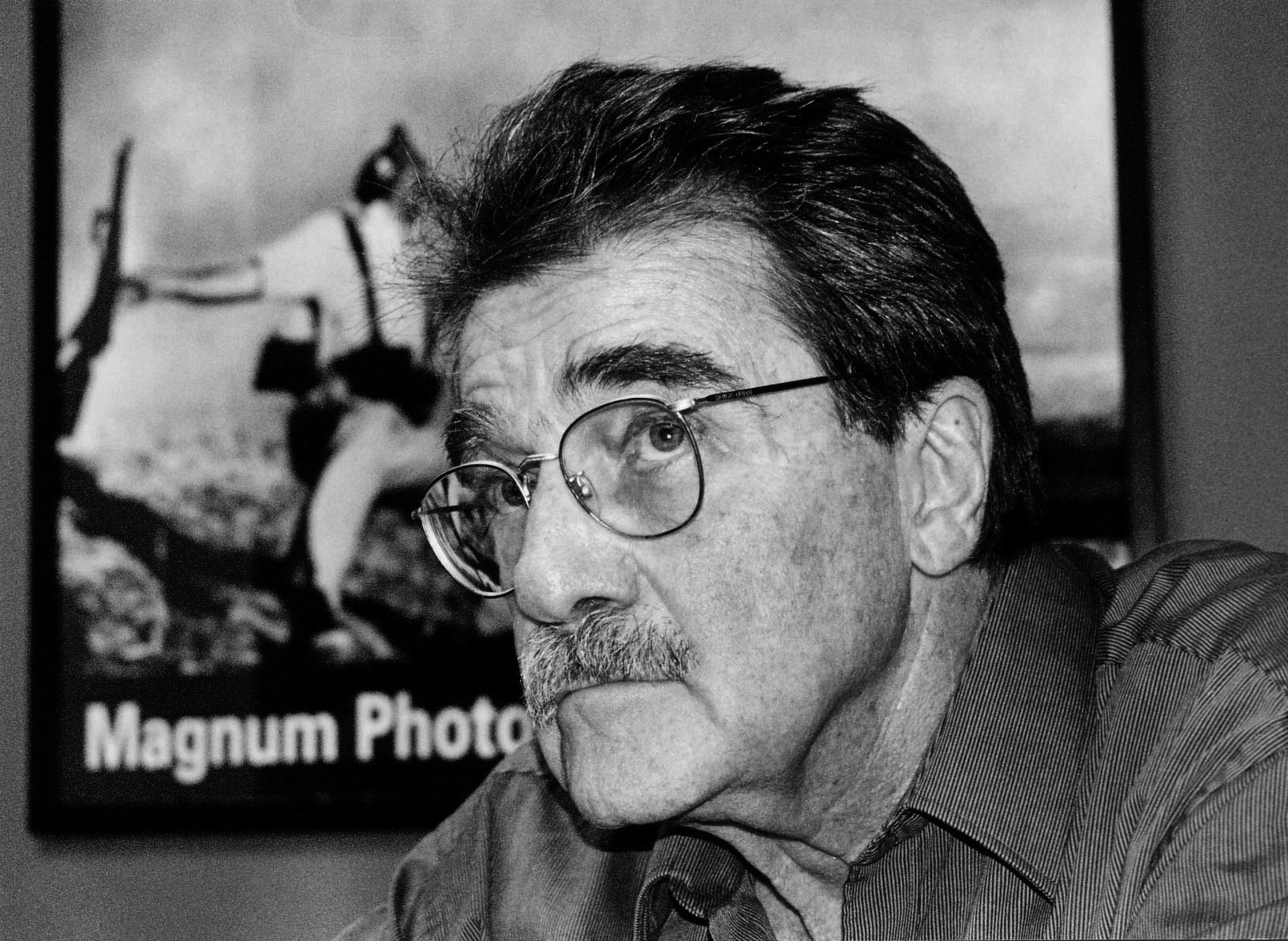
Petkoff en las oficinas de Tal Cual, 2002.

Petkoff publicó el libro Checoslovaquiaː el socialismo como problema en 1969, en el que cuestionaba el modelo soviético y con el que se hizo conocido. A raíz de ese ensayo, Leonid Brezhnev, secretario general del Partido Comunista de la Unión Soviética, llamó a Petkoff «una amenaza para el comunismo mundial», mientras que el escritor colombiano Gabriel García Márquez quiso conocerlo debido a las ideas allí plasmadas (encuentro finalmente gestionado por Miguel Otero Silva) y su proyecto de izquierda democrática con el MAS, a contracorriente de los partidos de izquierda influenciados por los soviéticos. García Márquez le donó al partido el dinero del premio Rómulo Gallegos obtenido por su novela Cien años de soledad en un acto donde Petkoff recibió el cheque, agradeciéndole en nombre del MAS y de todos los venezolanos. 
El 2 de julio de 1998, Petkoff renuncia al MAS. En una carta enviada al Comité Ejecutivo Nacional (CEN) de esa organización, comunica formalmente su “separación” de las filas partidistas en rechazo al apoyo masista a Hugo Chávez. Dejó la militancia partidista para involucrarse en el periodismo. Trabajó como director del periódico El Mundo, para luego fundar su propio medio, Tal Cual, cuya política editorial ha sido de crítica a los presidentes Chávez y Nicolás Maduro. 
En 2015 fue galardonado con el premio Ortega y Gasset en la categoría de Trayectoria Profesional. El jurado aseguró que premiaban de forma unánime su compromiso con la libertad de expresión y la democracia, aún con las persecuciones que el gobierno venezolano ha hecho a medios independientes y críticos.
En Las Dos Izquierdas (2005), Petkoff analiza el resurgimiento de los gobiernos de izquierda en América Latina. En su estudio, alaba los gobiernos reformistas de Luiz Inácio Lula da Silva o Tabaré Vázquez y a socialdemócratas como Ricardo Lagos y condena los gobiernos de Chávez y Fidel Castro por condenar el capitalismo y llamar al socialismo y al comunismo. Las ideas principales de este reformista están plasmadas en un artículo publicado en la revista Nueva Sociedad.

## Publicaciones
Ensayo

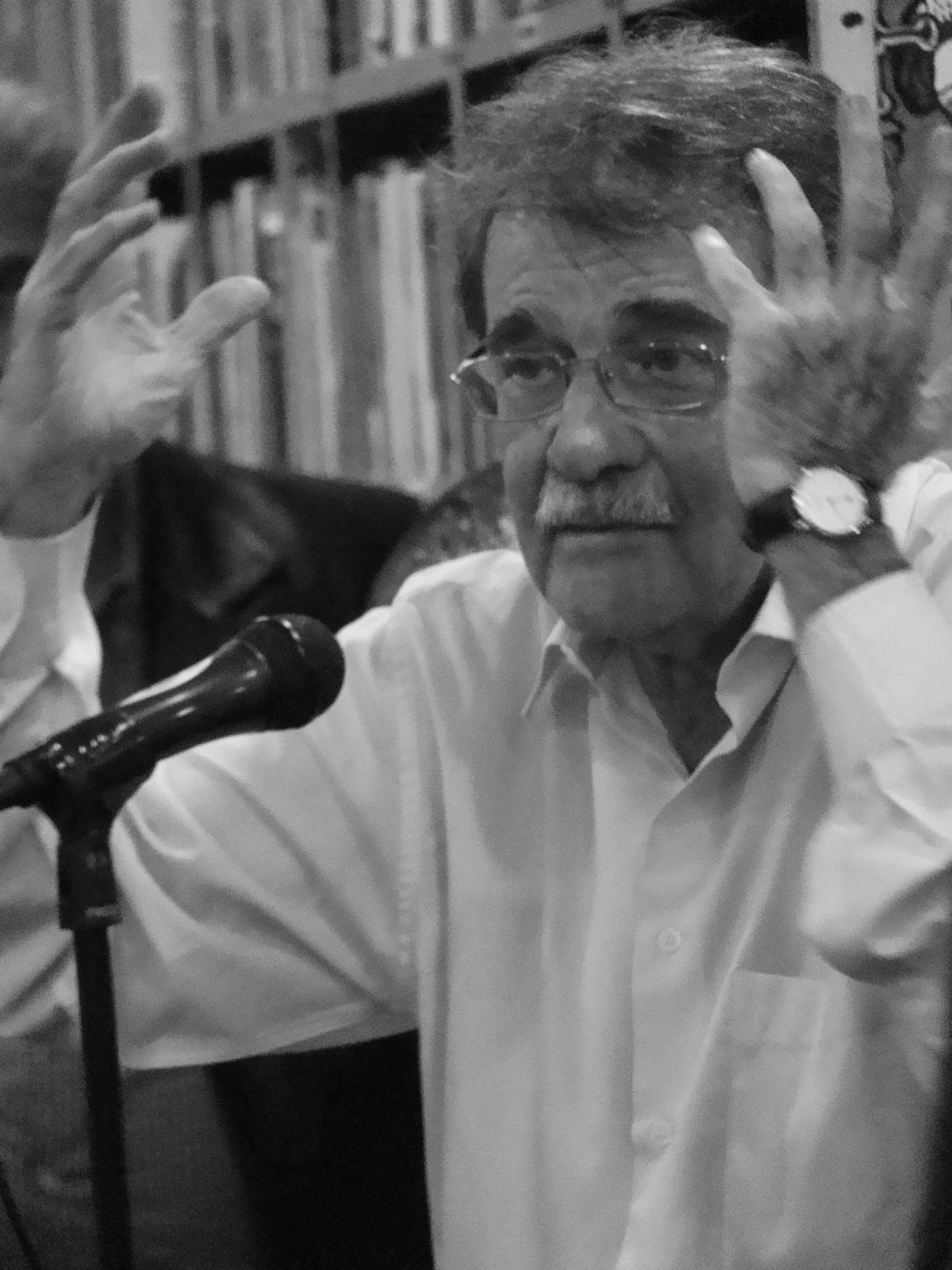
Teodoro Petkoff en 2009.

- 1969, Checoeslovaquia. El socialismo como problema, editorial Domingo Fuentes; Monte Ávila Editores, 1990, ISBN 980-01-0295-7
- 1970, ¿Socialismo para Venezuela?, editorial Domingo Fuentes
- 1973, Razón y pasión del socialismo: el tema socialista en Venezuela, editorial Domingo Fuentes
- 1976, Proceso a la izquierda: o de la falsa conducta revolucionaria, Planeta, ISBN 84-320-2509-7
- 1981, Democracia para el socialismo, Ediciones Sorocaima
- 1987, Del optimismo de la voluntad: escritos políticos, Centauro, ISBN 980-263-073-X
- 1997, Por qué hago lo que hago, Alfadil, ISBN 980-354-050-5
- 2000, Hugo Chávez, tal cual, Catarata,  ISBN 84-8319-142-3
- 2005, Dos izquierdas, Alfadil, ISBN 980-354-170-6
- 2007, El socialismo irreal, editorial Alfa, ISBN 978-980-354-221-4
- 2010, El chavismo como problema, Libros marcados, ISBN 980-6933-71-0
- 2011, El chavismo al banquillo: pasado, presente y futuro de un proyecto político, Planeta, ISBN 978-958-42-2581-8

En coautoría
- 1983, Teodoro Petkoff: Viaje al fondo de sí mismo, Editorial Domingo Fuentes, con Ramón Hernández
- 1998, Venezuela en la encrucijada, Universidad de los Andes, con Raúl Huizzi, ISBN 980-11-0280-2
- 2000, Una segunda opinión: La Venezuela de Chávez, Hojas nuevas: con Ibsen Martínez y Elías Pino Iturrieta
- 2006, Sólo los estúpidos no cambian de opinión, Libros Marcados: con Alonso Moleiro
- 2008, Trincheras de papel: el periodismo venezolano del siglo XX en la voz de doce protagonistas, UCAB/El Nacional, con Carlos Delgado Flores, coord.